# Battaglia di Caer Caradoc
La battaglia di Caer Caradoc, combattuta nel 50, rappresentò lo scontro decisivo tra le forze d'occupazione romane, comandate da Publio Ostorio Scapula, e quelle della resistenza britannica guidata da Carataco. La vittoria ottenuta dai Romani segnò la sconfitta delle popolazioni indigene e pose definitivamente termine alla resistenza di Carataco, rendendo saldo, in questo modo, il dominio romano nel sud della provincia della Britannia. 

## Svolgimento
Carataco scelse per la battaglia un'area collinare, piazzando sulle zone più alte le sue truppe, che erano composte da Ordovici e, forse, Siluri. Fece poi approntare degli ostacoli per i romani. Di fronte a loro c'era un fiume, forse il Severn. Scapula, sebbene riluttante, non poté frenare i suoi uomini, che volevano attaccare le linee nemiche. Attraversato il fiume, i romani si trovarono bersagliati dalle armi da lancio dei Britanni, ma riuscirono ad avanzare in formazione da testuggine. Smantellati gli ostacoli che erano stati innalzati dai nemici, i romani si incunearono tra le file nemiche e le scompaginarono grazie alla loro superiorità nel corpo a corpo e a quella delle armi. La battaglia era vinta e in modo schiacciante.
La moglie e la figlia di Carataco furono catturate, mentre suo fratello si arrese. Il leader britannico riuscì invece a fuggire a nord, tra i Briganti, dove fu però fatto prigioniero dalla regina Cartimandua, alleata romana, e consegnato ai nemici. Portato in trionfo a Roma dall'imperatore Claudio. Con un discorso, convinse però i romani a risparmiare la vita a lui e alla sua famiglia.
Si discute ancora su quale sia stato il luogo della battaglia. La fortezza collinare di Caer Caradoc Hill, nel Shropshire, è stata connessa alla battaglia in virtù del suo nome. Una leggenda locale ubica invece questo scontro a British Camp, nelle Malvern Hill, ma il fiume Severn, sebbene visibile da quel sito, è troppo distante per essere il fiume menzionato da Tacito, questo è troppo lontano. È stato suggerito anche un luogo appena a ovest di Caersws.